# لوس إيبانوس هيدالغو مقاطعة (تكساس)
لوس إيبانوس هيدالغو مقاطعة (بالإنجليزية: Los Ebanos CDP (Hidalgo County), Texas)‏ هي منطقة سكنية تقع بولاية تكساس في الولايات المتحدة. تبلغ مساحتها 1.5 كم2، وترتفع عن سطح البحر 43 م، بلغ عدد سكانها 335 نسمة في عام 2010 حسب إحصاء مكتب تعداد الولايات المتحدة وتصل الكثافة السكانية فيها 223.3 نسمة لكل كيلومتر مربع (578.3/ميل2).

## التركيبة السكانية
حدّد مكتب تعداد الولايات المتحدة بيانات التركيبة السكانية للوس إيبانوس هيدالغو مقاطعة في تعداد الولايات المتحدة. في ما يلي، التركيبة السكانية حسب تعدادي 2000 و2010.

### تعداد عام 2000
بلغ عدد سكان لوس إيبانوس هيدالغو مقاطعة 403 نسمة بحسب تعداد عام 2000، وبلغ عدد الأسر 135 أسرة وعدد العائلات 101 عائلة مقيمة في المنطقة السكنية. في حين سجلت الكثافة السكانية 268.7 نسمة لكل كيلومتر مربع (695.9/ميل2). وبلغ عدد الوحدات السكنية 168 وحدة بمتوسط كثافة قدره 112 لكل كيلومتر مربع (290.1/ميل2).
وتوزع التركيب العرقي للمنطقة السكنية بنسبة 97.02% من البيض و0.25% من الأمريكيين الأفارقة و1.99% من الأعراق الأخرى و0.74% من عرقين مختلطين أو أكثر و98.01% من الهسبانيون أو اللاتينيون من أي عرق.
بلغ عدد الأسر 135 أسرة كانت نسبة 37.8% منها لديها أطفال تحت سن الثامنة عشر تعيش معهم، وبلغت نسبة الأزواج القاطنين مع بعضهم البعض 48.9% من أصل المجموع الكلي للأسر، ونسبة 20.7% من الأسر كان لديها معيلات من الإناث دون وجود شريك، بينما كانت نسبة 5.2% من الأسر لديها معيلون من الذكور دون وجود شريكة وكانت نسبة 25.2% من غير العائلات. تألفت نسبة 23.7% من أصل جميع الأسر من عدة أفراد يعيشون في نفس المنزل ونسبة 13.3% كانت تتألف من شخص يعيش بمفرده يبلغ من العمر 65 عاماً أو أكثر. وبلغ متوسط حجم الأسرة المعيشية 2.99، أما متوسط حجم العائلات فبلغ 3.59.
بلغ العمر الوسطي للسكان 35.7 عاماً. وكانت نسبة 25.6% من القاطنين تحت سن الثامنة عشر، وكانت نسبة 12.9% بين الثامنة عشر والرابعة والعشرين عاماً، ونسبة 20.6% كانت واقعةً في الفئة العمرية ما بين الخامسة والعشرين والرابعة والأربعين عاماً، ونسبة 20.6% كانت ما بين الخامسة والأربعين والرابعة والستين، ونسبة 20.3% كانت ضمن فئة الخامسة والستين عاماً فما فوق. يوجد لكل 100 أنثى 73.0 ذكر، ويوجد لكل 100 أنثى في الثامنة عشر من عمرها فما فوق 72.4 ذكر.
بلغ متوسط دخل الأسرة في المنطقة السكنية 7,066 دولارًا، أما متوسط دخل العائلة فبلغ 7,692 دولارًا. وكان متوسط دخل الذكور 28,750 دولارًا مقابل 37,500 دولارًا للإناث. وسجل دخل الفرد الخاص بالمنطقة السكنية 6,240 دولارًا. وكانت نسبة 64.7% من العائلات ونسبة 72.6% من السكان تحت خط الفقر، وكان من هؤلاء نسبة 89.7% تحت سن الثامنة عشر ونسبة 72.6% في الخامسة والستين من العمر وما فوق.

### تعداد عام 2010
بلغ عدد سكان لوس إيبانوس هيدالغو مقاطعة 335 نسمة بحسب تعداد عام 2010، وبلغ عدد الأسر 117 أسرة وعدد العائلات 84 عائلة مقيمة في المنطقة السكنية. في حين سجلت الكثافة السكانية 223.3 نسمة لكل كيلومتر مربع (578.3/ميل2). وبلغ عدد الوحدات السكنية 149 وحدة بمتوسط كثافة قدره 99.3 لكل كيلومتر مربع (257.2/ميل2).
وتوزع التركيب العرقي للمنطقة السكنية بنسبة 99.10% من البيض و0.30% من الأعراق الأخرى و0.60% من عرقين مختلطين أو أكثر و98.21% من الهسبانيون أو اللاتينيون من أي عرق.
بلغ عدد الأسر 117 أسرة كانت نسبة 34.2% منها لديها أطفال تحت سن الثامنة عشر تعيش معهم، وبلغت نسبة الأزواج القاطنين مع بعضهم البعض 47% من أصل المجموع الكلي للأسر، ونسبة 21.4% من الأسر كان لديها معيلات من الإناث دون وجود شريك، بينما كانت نسبة 3.4% من الأسر لديها معيلون من الذكور دون وجود شريكة وكانت نسبة 28.2% من غير العائلات. تألفت نسبة 26.5% من أصل جميع الأسر من عدة أفراد يعيشون في نفس المنزل ونسبة 11.1% كانت تتألف من شخص يعيش بمفرده يبلغ من العمر 65 عاماً أو أكثر. وبلغ متوسط حجم الأسرة المعيشية 2.86، أما متوسط حجم العائلات فبلغ 3.52.
بلغ العمر الوسطي للسكان 41.1 عاماً. وكانت نسبة 24.5% من القاطنين تحت سن الثامنة عشر، وكانت نسبة 7.8% بين الثامنة عشر والرابعة والعشرين عاماً، ونسبة 22.7% كانت واقعةً في الفئة العمرية ما بين الخامسة والعشرين والرابعة والأربعين عاماً، ونسبة 25.1% كانت ما بين الخامسة والأربعين والرابعة والستين، ونسبة 20% كانت ضمن فئة الخامسة والستين عاماً فما فوق. وتوزع التركيب الجنسي للسكان بنسبة 41.8% ذكور و58.2% إناث.